# Phunderdihari
Phunderdihari è una suddivisione dell'India, classificata come census town, di 16.106 abitanti, situata nel distretto di Surguja, nello stato federato del Chhattisgarh. In base al numero di abitanti la città rientra nella classe IV (da 10.000 a 19.999 persone).

## Geografia fisica
La città è situata a 23° 09' 52 N e 83° 10' 56 E.

## Società

### Evoluzione demografica
Al censimento del 2001 la popolazione di Phunderdihari assommava a 16.106 persone, delle quali 8.249 maschi e 7.857 femmine. I bambini di età inferiore o uguale ai sei anni assommavano a 1.864, dei quali 969 maschi e 895 femmine. Infine, coloro che erano in grado di saper almeno leggere e scrivere erano 12.478, dei quali 6.786 maschi e 5.692 femmine.